# Дубрава (Доманичское сельское поселение)
Дубрава — деревня в Почепском районе Брянской области, входит в состав Доманичского сельского поселения.

## История
В 1964 г. Указом Президиума ВС РСФСР деревня Зеваки переименована в Дубрава.

## Население
| 2010 | 2013 |
| ---- | ---- |
| 4    | ↘2   |